# Безродних Григорій Михійович
Григорій Михійович Безродних, в Указі — Безродний Григорій (нар. 24 лютого 1909 — пом. 16 листопада 1941) — радянський військовик часів Другої світової війни, стрілець 4-ї стрілецької роти 2-го стрілецького батальйону 1075-го стрілецького полку 316-ї стрілецької дивізії 16-ї армії Західного фронту, рядовий. Герой Радянського Союзу (1942).
Радянським агітпропом був зарахований до числа 28-ми героїв-панфіловців.

## Життєпис
Народився в селі Урив, нині Острогозького району Воронезької області, в селянській родині. Українець. Здобув початкову освіту, працював ковалем в одному з колгоспів Алакольського району Талдикорганської (нині — Алматинської) області Казахстану.
До лав РСЧА призваний в липні 1941 року. 16 листопада 1941 року загинув у бою проти ворожих танків біля роз'їзду Дубосєково Волоколамського району Московської області.
Похований у братській могилі в селі Нелідово сільського поселення Чисменське того ж району.

## Нагороди
Указом Президії Верховної Ради СРСР від 21 липня 1942 року за зразкове виконання бойових завдань командування на фронті боротьби з німецькими загарбниками та виявлені при цьому відвагу і геройство, червоноармійцю Безродному Григорію присвоєне звання Героя Радянського Союзу (посмертно).